# Agata Tomažič
Agata Tomažič (* 1977 in Ljubljana, SFRJ) ist eine slowenische Schriftstellerin, Journalistin und Übersetzerin.

## Leben und Werk
Tomažič wuchs in Ljubljana auf, wo sie Französische Sprache und Literatur an der Philosophischen Fakultät sowie Journalismus an der Fakultät für Gesellschaftswissenschaften studierte. Ab 2001 war sie als Journalistin bei der Tageszeitung Delo tätig, u. a. war sie Redakteurin des Magazins Pogledi. Derzeit ist sie Referentin für Wissenschaftskommunikation am Forschungsinstitut der Slowenischen Akademie der Wissenschaften und Künste. Außerdem übersetzt sie Belletristik und Sachtexte aus dem Englischen und Französischen ins Slowenische.
Ihr literarisches Debüt, die Kurzgeschichtensammlung Česar ne moreš povedati frizerki („Was man seiner Friseurin nicht erzählen kann“), erschien 2016. Im darauffolgenden Jahr veröffentlichte sie ihren ersten Roman Tik pod nebom („Kurz vor dem Himmel“), der vom Dialog zweier Vertreter unterschiedlicher Mediengenerationen handelt. 2020 publizierte sie mit Nož v ustih („Messer im Mund“) erneut eine Kurzgeschichtensammlung. Für Zakaj potujete v take dežele? („Warum reisen Sie in solche Länder?“), eine Sammlung verschiedener Reiseberichte, erhielt sie den Preis Krilata želva (Geflügelte Schildkröte) für den besten slowenischen Reisebericht, der im Rahmen des Lirikonfests vergeben wird. 2019 folgte der literarische „Irrführer“ Ne sprašujte za pot: blodnik po Istriji („Fragen Sie nicht nach dem Weg: Irrführer durch Istrien“), in dem sie gemeinsam mit Tamara Langus und Teja Kleč genremäßig und stilistisch vielfältige Texte zum Thema Istrien versammelt. Tomažič' literarischer Stil wird als humoristisch, wortgewandt, aber auch zynisch beschrieben.

## Werke

### Prosa
- Nož v ustih (Novo mesto, 2020)
- Tik pod nebom (Novo mesto, 2017)
- Česar ne moreš povedati frizerki (Novo mesto, 2016)

### Reiseliteratur
- Ne sprašujte za pot: blodnik po Istri (Ljubljana, 2019, zusammen mit Tamara Langus und Teja Kleč)
- Zakaj potujete v take dežele? (Ljubljana, 2016)

### Übersetzungen
- Jason Goodwin: Drevo janičarjev (Ljubljana, 2007)
- Jean-Noël Kapferer: Govorice (Ljubljana, 2010)
- Danielle Steel: Sestre (Ljubljana, 2010)
- Stéphan Hessel: Dvignite se (Ljubljana, 2011)
- Marcel Aymé: Mož, ki je hodil skozi stene (Novo mesto, 2014).